# Вациетис, Мартиньш
Мартиньш Вациетис  (латыш. Mārtiņš Vācietis, 2 января 1873 года, Ледургская волость — 19 марта 1945 года, Рига) — генерал латвийской армии. Подполковник РИА. Кавалер Ордена Трёх звёзд. Преподаватель военного дела. Военный министр Латвии в 1929—1931 гг.
С 1891 года в Русской армии.  С 1892 по 1894 обучался в Московской школы юнкеров. Участник русско-японской войны и Первой мировой войны.
С 1918 года в Латвийской армии.
Один из подписантов Меморандума Центрального Совета Латвии от 17 марта 1944 года.